# 工藤幸雄
工藤 幸雄（くどう ゆきお、1925年3月20日 - 2008年7月5日）は、日本の詩人、ロシア・ポーランド文学者、翻訳家。元多摩美術大学教授。
別筆名に仲谷鴻介（なかや こうすけ）、篠 ひろ子。

## 生涯
大連にて南満州鉄道社員の家庭に生まれる。旧制中学校卒業後、第一高等学校受験に3度失敗し、1944年善隣外事専門学校露西亜科に入学。その後城北補習学校を経て、1946年9月、第一高等学校文科甲類三組に入学し、1952年頃東京大学仏文科卒。
1954年共同通信社外信部に入り13年勤め、その間ロシア、ポーランドの文学を翻訳する。1967年ワルシャワ大学に日本語講師として赴任、7年間滞在し、1975年帰国。翌年多摩美術大学教授となるが、その前には、ブレイクリー・セント・ジェイムズ『女友だち』（フランス書院、1978年）などのポルノ小説を篠 ひろ子の変名で訳し、糊口を凌いだという。また1976年頃には当時四谷にあった日本翻訳専門学院で英日翻訳の授業を受けもっていた。1981-1991年『ポーランド月報』刊行。1995年多摩美術大学を定年退職。
1999年、『ブルーノ・シュルツ全集』の翻訳で読売文学賞受賞。ゴンブロヴィッチ、アイザック・シンガーなどを中心にポーランド文学を数多く翻訳した。ほかにパステルナーク、ミウォシュ、シンボルスカなどノーベル賞作家の翻訳が多い。
2008年、肺がんにより死去。83歳。

## 家族
- 後妻 工藤久代[3]はエッセイストで、『ワルシャワ猫物語』で第10回日本ノンフィクション賞を受賞。
- 先妻（眞耶子）との間に実子長男・堀切万比呂がいる[4]。

## 人物
- 1951年、東大仏文在学中、フランス語講読の時間に渡辺一夫教授が夕陽を「ゆうよう」と発音すると、すかさず手を挙げて「それなら<せきよう>ないし<ゆうひ>と読みます」と指摘した。さらに、渡辺がフランス語のcône（円錐形）を円筒形と誤訳したので、それを直ちに指摘し、渡辺をたじろがせた[5]。
- 調布市入間町のマンションでは柳瀬尚紀と隣人同士だった。また、工藤が日本翻訳専門学院を辞職した際には柳瀬が残りの授業を代行したという[2]
- 「女性性」という語はブルーノ・シュルツの翻訳の中で工藤が初めて使った造語であるという[6]。
- ロシア文学者の工藤精一郎、ロシア・ポーランド文学者で北海道大学名誉教授の工藤正廣と血縁関係はない。
- 翻訳者の青木純子は、工藤を「翻訳の師匠」としている[2][7]。

## 著作

### 著書
- 『ワルシャワの七年』（新潮選書） 1977
- 『ワルシャワ物語』（日本放送出版協会、NHKブックス） 1980
- 『ポーランドの道 社会主義・虚偽から真実へ』（筑紫哲也共著、サイマル出版会） 1981
- 『ぼくのポーランド文学 「連帯」の革命を生み出す精神について語る』（現代企画室） 1981
- 『共産国でたのしく暮らす方法』（ヤツェク・フェドローヴィッチ共著、新潮選書） 1983
- 『乳牛に鞍 ポーランド私見』（共同通信社） 1985
- 『ぼくとポーランドについて、など』（共同通信社） 1997
- 『不良少年』（思潮社） 2004
- 『ぼくの翻訳人生』（中公新書） 2004
- 『十一月 ぼくの生きた時代』（思潮社） 2007

### 翻訳
- 『無関心な人々の共謀』（ブルーノ・ヤセンスキー、江川卓共訳、青木書店） 1956
- 『パステルナーク自伝』（パステルナーク、光文社） 1959
- 『雲の中への第一歩』（マレク・フラスコ、角川書店） 1959
- 『早すぎる自叙伝』（エフトゥシェンコ、新潮社） 1963
- 『深海の放浪者 ハンガリー短編小説集』（恒文社） 1966
- 『呪われた中庭』（アンドリッチ、集英社、世界文学全集31） 1967
- 『マキンリー氏の逃亡』（レオーノフ、新潮社、現代ソヴェト文学18人集） 1967
- 『ポルノグラフィア』（ヴィトルド・ゴンブロヴィッチ、河出書房新社、人間の文学） 1967、新版1989ほか
- 『鼻 / 主犯』（ヤセンスキー、新潮社、現代ソヴェト文学18人集） 1967
- 『肉桂色の店 / クレプシドラ・サナトリウム / コスモス』（シュルツ / ゴンブロヴィッチ、恒文社、現代東欧文学全集） 1967、新版1990ほか
- 『古代保存官』（ドンブロフスキー、勁草書房、新しいソビエトの文学） 1968
- 『タンゴ』（ムロジェック、米川和夫共訳、テアトロ） 1968
- 『どん底 / 幼年時代』（ゴーリキー、集英社、世界文学全集46） 1970
- 『詩集 心晴れるとき』（パステルナーク、主婦の友社、ノーベル賞文学全集） 1971
- 『わが妹人生 1917年夏』（パステルナーク、鹿砦社） 1972
- 『みみずくとねこのミミー』（エドワード・リア､バーバラ・クーニー絵、ほるぷ出版） 1976
- 『復活』（トルストイ、学習研究社、世界文学全集） 1978
- 『イタリア物語』（ゴーリキー、長与容共訳、集英社、世界文学全集） 1979
- 『伯父様の夢』（ドストエフスキー、新潮社・全集3巻） 1979
- 『ワーニャ伯父さん / 三人姉妹』（チェーホフ、学習研究社、世界文学全集） 1979
- 『サラゴサ手稿』（ヤン・ポトツキ、国書刊行会、世界幻想文学大系） 1980／創元ライブラリ（上中下）、2024。遺稿による改訳版
- 『ソビエト強制収容所 凍った大地から』（アレクサンダー・ドルガン、三笠書房） 1982
- 『ワルシャワ 冬の日々』（マレク・ノヴァコフスキ、晶文社） 1983
- 『ポーランド・コンプレックス』（タデウシュ・コンヴィツキ、長与容共訳、中央公論社） 1985
- 『ポーランド』（ジェイムズ・ミッチェナー、文藝春秋） 1989
- 『ハザール事典 夢の狩人たちの物語 男性版』（ミロラド・パヴィチ、東京創元社） 1993、創元ライブラリ 2015
- 『ハザール事典 夢の狩人たちの物語 女性版』（ミロラド・パヴィチ、東京創元社） 1993、創元ライブラリ 2015
- 『帝国 ロシア・辺境への旅』（リシャルド・カプシチンスキ、新潮社） 1994 / みすず書房 2024
- 『ポーランドを生きる ヤルゼルスキ回想録』（ヴォイチェフ・ヤルゼルスキ、河出書房新社） 1994
- 『囚われの魂』（チェスワフ・ミウォシュ、共同通信社） 1996
- 『橋の上の人たち』（ヴィスワヴァ・シンボルスカ、書肆山田） 1997
- 『バカカイ』（W・ゴンブローヴィチ、河出書房新社） 1998
- 『ブルーノ・シュルツ全集』（全2巻、新潮社） 1998
- 『パン・タデウシュ』（アダム・ミツキエヴィチ、講談社文芸文庫 上・下） 1999
- 『シュルツ全小説』（ブルーノ・シュルツ、平凡社ライブラリー） 2005
- 『カティンの森』 （アンジェイ・ムラルチク、久山宏一共訳、集英社文庫） 2009
- 『黒檀』（カプシチンスキ、阿部優子・武井摩利共訳）

河出書房新社（世界文学全集第Ⅲ期・2巻） 2010 - ルポルタージュ文学、著作目録・年譜あり

### アイザック・シンガー
- 『やぎと少年』（アイザック・シンガー、岩波書店） 1979、新版2003。モーリス・センダック 絵
- 『お話を運んだ馬』（アイザック・シンガー、岩波少年文庫） 1981、新版2000
- 『まぬけなワルシャワ旅行』（アイザック・シンガー、岩波少年文庫） 1983、新版2000
- 『よろこびの日 ワルシャワの少年時代』（アイザック・シンガー、岩波少年文庫） 1990